# Літовищі
Літо́вищі (пол. Lutowiska; 1944—1957 — Шевченко) — село Бещадського повіту Підкарпатського воєводства Республіки Польща. Село є центром ґміни. Населення — 762 особи (2011).

## Назва села
Назва села змінювалася, найстаріша відома назва — Летовища (в 1484), пізніше Летовище (1494), Латовище (пол. Latowiszcze, 1649), Літовиска (пол. Litowiska, 1589), і Літовиско (пол. Litowisko, 1678). Сучасна форма закріпилася з 1828 року, походить від українського слова «летовище» або «літовище» — місце вигону і випасання худоби в лісі.

## Історія села
Поселення засноване у X столітті. У 1553 році власником села був Пйотр Кміта Собєнські, 1579 року — Барбара Кміта (вдова Пйотра Кміта). За волоським правом почали жити з 1580 року. Власником села по смерті Барбари у 1580 році був її брат — львівський каштелян Станіслав Гербурт, згодом Еразм Гербурт. У 1648 році мешканці Літовищ підняли повстання при наближенні військ Богдана Хмельницького, після відведення Хмельницьким військ повстання придушене польськими військами. У 1742 році польський король Август III Фрідріх надав Літовищам статус міста з назвою Урбаничі та право проведення ярмарків 10 разів на рік, однак нова назва не прижилася. До 1772 року Літовищі знаходилися в Сяноцькій землі Руського воєводства. 

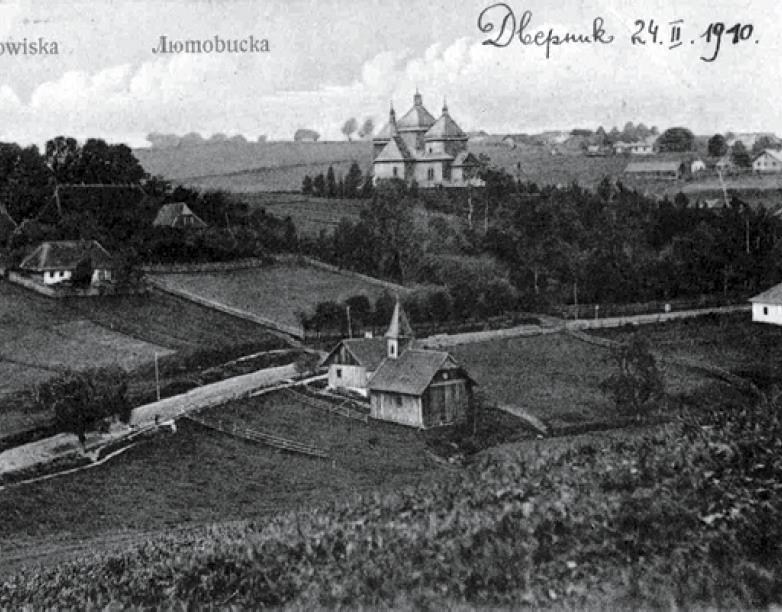
Панорама Літовищ у 1910 році

У 1867—1918 роках містечко було у складі Австро-Угорської монархії, у провінції Королівство Галичини та Володимирії. У 1884 році Літовищі входили до Ліського повіту і населення становило 1849 осіб (510 греко-католиків, 30 римо-католиків і 1009 юдеїв), розміщувались повітовий суд та пошта.
У листопаді 1918 року Літовищі увійшли до складу Західноукраїнської Народної Республіки, тут розташовувався штаб Бойківської бригади УГА, однак у травні 1919 року були окуповані польськими військами та позбавлені міських прав.
У міжвоєнний період село входило до Ліського повіту Львівського воєводства. У 1921 році в селі налічувалося 261 будинок, де мешкало 2125 осіб (769 греко-католиків, 169 римо-католиків і 1220 юдеїв). Станом на 1 січня 1939 року населення села становило 2900 осіб (1240 українців, 250 поляків, 1400 юдеїв та 10 німців).
У 1939 році місцевість окупована СРСР згідно з пактом Молотова — Ріббентропа. Упродовж 1939 — 1951 роках село належало до Нижньо-Устрицького району Дрогобицької області Української РСР. У червні 1941 року місцевість була окупована німцями. У червні 1942 року зондеркоманда під командуванням офіцерів гестапо Йогана Бакера та Арнольда Допке розстріляли 650 євреїв та 30 циганів, спалили єврейські будинки довкола ринку разом із синагогою. 1943 року інша зондеркоманда під командуванням офіцерів гестапо Юні та Ганемілька розстрілювала місцевих мешканців. У серпні 1944 року Літовищі були зайняті радянськими військами. Упродовж 1944—1957 років село називалось Шевченково, селян загнали в колгосп імені Леніна. Віддане Польщі відповідно до договору обміну територіями 1951 року). 243 українські родини (1043 особи) (бойків) виселено до села Дудчани Херсонської області — в колгосп «Краснофлотець», натомість завезено поляків.
У 1975-1998 роках село належало до Кросненського воєводства.

## Населення
Демографічна ситуація у селі станом на 31 березня 2011 року:
|          | Загалом | Допрацездатний вік | Працездатний вік | Постпрацездатний вік |
| -------- | ------- | ------------------ | ---------------- | -------------------- |
| Чоловіки | 361     | 72                 | 271              | 18                   |
| Жінки    | 401     | 91                 | 252              | 58                   |
| Разом    | 762     | 163                | 523              | 76                   |

У 1921 році — 2125 осіб (261 будівля), з них: греко-католиків — 769, римо-католиків — 136 та юдеїв — 1220 осіб. Напередодні вибуху другої світової війни (1939 рік) в селі мешкало 3468 осіб.

## Церква Архангела Михаїла

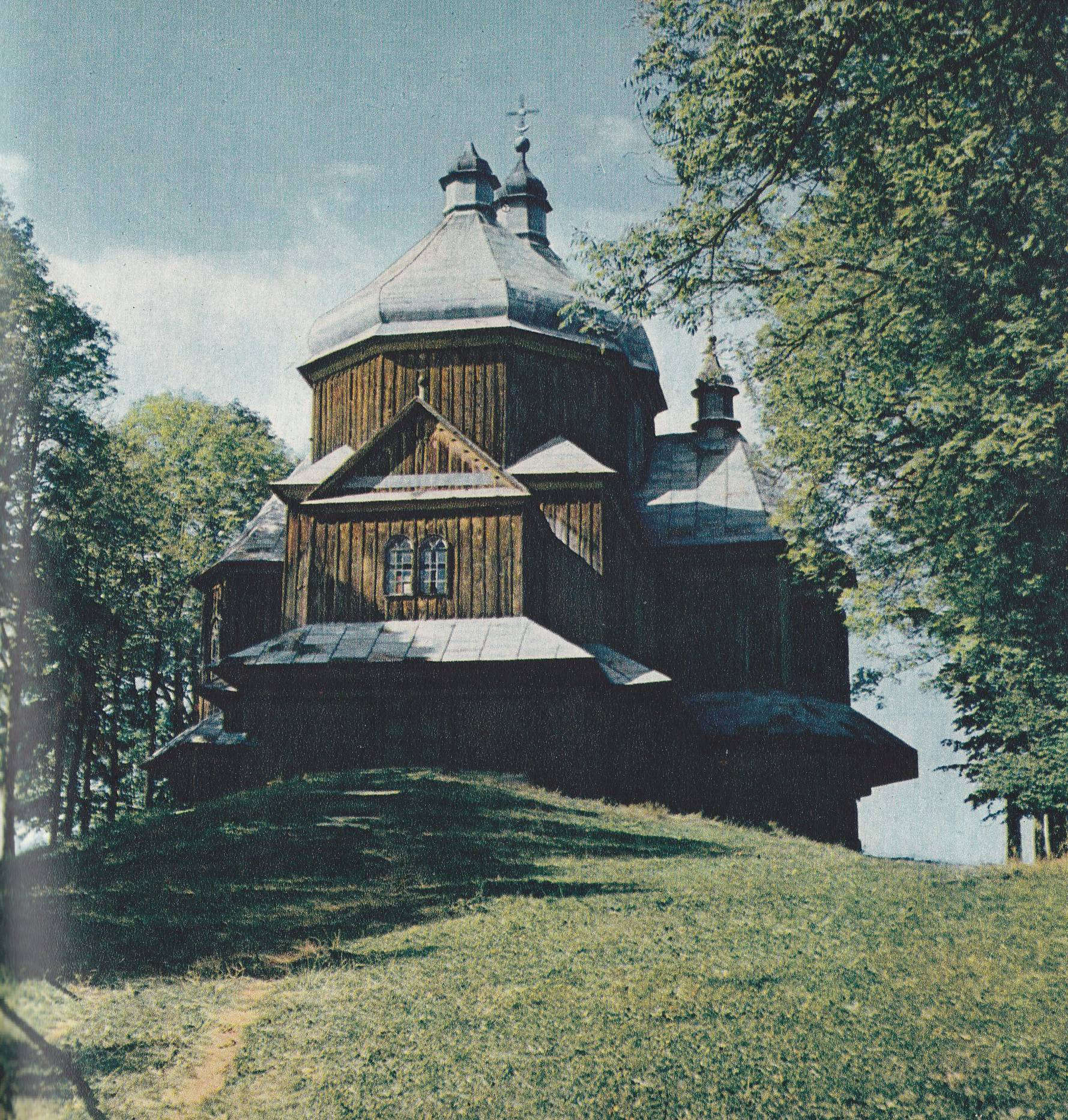
Греко-католицька церква Архангела Михаїла, 1968 рік

В Літовищах здавна була дерев'яна греко-католицька церква Архангела Михаїла, у 1898 році споруджена нова (остання). Церква була парафіяльною, до парафії входили також с. Журавин-Полонинське і с. Кривка, парафія належала до Затварницького деканату Перемишльської єпархії, після першої світової війни був утворений Лютовиський деканат. Після виселення українців у 1951 році, деякий час (впродовж ремонту костелу, що тривав до 1963 року) використовувалась римо-католицькою громадою. З огляду на значну архітектурну цінність, тут планували розмістити регіональний музей. Впродовж 1970—1972 років Польське туристично-краєзнавче товариство здійснювало її ремонт, котрий так і не був завершений, через нестачу коштів. Після цього Кросненське управління реставрації передало споруду римо-католицькій парафії Літовищ, для перенесення до Дверника, при умові збереження зовнішнього вигляду. Однак, ця умова не була дотримана; у 1981 році споруда була розібрана, але з її матеріалів, під керівництвом ксьондза C. Вавжковіча (пол. S. Wawrzkowicz), споруджений невеликий костел цілком іншої архітектури.

## Єврейський цвинтар у Літовищах
У східній частині села розташований єврейський цвинтар, заснований у другій половині XVIII століття. В досить хорошому стані перебув другу світову війну, завдяки чому цей кіркут разом із ліським є одним із найкраще збережених єврейських цвинтарів у південно-східній Польщі та найкраще збереженим у Польських Бещадах.

## Відомі люди

### Народилися
- Гриневецький Мелетій Модест — церковний діяч (УГКЦ), богослов та історик, джерелознавець, професор і ректор Львівського університету.